# Challenger de Meerbusch 2021
El torneo Internazionali di Tennis Meerbusch Open 2021 fue un torneo profesional de tenis. Perteneció al ATP Challenger Tour 2021. Se disputó en su 8ª edición sobre superficie tierra batida, en Meerbusch, Alemania entre el 09 al el 15 de agosto de 2021.

## Jugadores participantes del cuadro de individuales
| Favorito | País                            | Jugador                 | Rank1 | Posición en el torneo |
| -------- | ------------------------------- | ----------------------- | ----- | --------------------- |
| 1        | Bandera de Alemania             | Daniel Altmaier         | 120   | Cuartos de final      |
| 2        | Bandera de Bosnia y Herzegovina | Damir Džumhur           | 121   | Segunda ronda         |
| 3        | Bandera de los Países Bajos     | Botic van de Zandschulp | 126   | Semifinales           |
| 4        | Bandera de Alemania             | Oscar Otte              | 140   | Segunda ronda         |
| 5        | Bandera de Argentina            | Juan Manuel Cerúndolo   | 145   | FINAL                 |
| 6        | Bandera de República Checa      | Tomáš Macháč            | 150   | Primera ronda         |
| 7        | Bandera de Eslovaquia           | Alex Molčan             | 153   | Baja                  |
| 8        | Bandera de la India             | Sumit Nagal             | 159   | Primera ronda         |

- 1 Se ha tomado en cuenta el ranking del 2 de agosto de 2021.

### Otros participantes
Los siguientes jugadores recibieron una invitación (wild card), por lo tanto ingresan directamente al cuadro principal (WC):
- Rudolf Molleker
- Mats Rosenkranz
- Shintaro Mochizuki

Los siguientes jugadores ingresan al cuadro principal tras disputar el cuadro clasificatorio (Q):
- Duje Ajduković
- Jesper de Jong
- Nick Hardt
- Nicolás Kicker

## Campeones

### Individual Masculino
- Marcelo Tomás Barrios Vera derrotó en la final a  Juan Manuel Cerúndolo, 7–6(7), 6–3

### Dobles Masculino
- Szymon Walków /  Jan Zieliński derrotaron en la final a  Dustin Brown /  Robin Haase, 6–3, 6–1